# Stjepan Prvomučenik
Sveti Stjepan Prvomučenik, jedan od sedmorice đakona izabranih u početcima Crkve, prema Djelima apostolskim (Dj 6, 5). Njegovo ime na grčkome jeziku znači kruna, vijenac. Prema tradiciji iz 5. stoljeća, stefanos je grčki istovrjednik aramejskog kelil (sirsko kelila, "kruna").
Ništa se ne zna o Stjepanovu ranu životu. Nakon Isusove smrti, Stjepanovo otvoreno propovijedanje Isusova nauka i pripadništvo zajednici kršćanskih učenika dovelo ga je do židovske osude za bogohuljenje, a potom i do smrti kamenovanjem. Sveti se Stjepan obično prikazuje kao mladić odjeven u đakonsku dalmatiku, s mučeničkom palmom u jednoj i kamenom u drugoj ruci.

## Štovanje
Katolička Crkva također slavi spomen Našašća tijela svetoga Stjepana dana 3. kolovoza. Prema predaji, svećenik Lucijan u viđenju je doznao gdje se nalazi Stjepanovo ukopano tijelo te je svetčeve relikvije 415. godine donio u Jeruzalem. Odatle su relikvije prenesene u Carigrad, a 560. godine u Rim, uz tijelo sv. Lovre. Prema legendi, sv. Lovro se okrenuo na bok i pružio ruku sv. Stjepanu.

## Vanjske poveznice

### Ostali projekti
|  | Zajednički poslužitelj ima još gradiva o temi Sveti Stjepan Prvomučenik |

Mrežna mjesta
- Stjepan, sv. Hrvatska enciklopedija